# Agassiz Ice Cap
Agassiz Ice Cap är en glaciär i Kanada.   Den ligger i territoriet Nunavut, i den nordöstra delen av landet, 3 900 km norr om huvudstaden Ottawa. Agassiz Ice Cap ligger 1 611 meter över havet.
Terrängen runt Agassiz Ice Cap är kuperad. Trakten runt Agassiz Ice Cap är nära nog obefolkad, med mindre än två invånare per kvadratkilometer.. Det finns inga samhällen i närheten.
Trakten runt Agassiz Ice Cap är permanent täckt av is och snö.